# Цезарийска Мавретания
Цезарийска Мавретания (на латински: Mauretania Caesariensis) е провинция на Римската империя в днешен Западен Алжир.

## История
През 42 г. император Клавдий разделя завладяното северноафриканско царство Мавритания по река Мулуя на провинциите Тингитанска Мавретания (западната част в Северно Мароко) и Цезарийска Мавретания (източната част).
Провинцията Мавретания Цезариенсис има за столица Цезарея, центърът на еврейството и култа към Митра в Африка. Богатата провинция изнася най-вече пурпур и ценни дървета. При император Диоклециан от нея се отделя през края на 3 век провинцията Ситифенска Мавретания, която е наречена на нейната столица Ситифис.
През 4 и 5 век населението приема християнската вяра, по-късно голяма част е превърженик на арианството. То е донесено в страната от нахлулите вандали през 420 г. и през 533 г. е ликвидирано от византийската войска.
С Ислямската експанзия през 7 век територията става ислямска.